# Daniela Masseroni
Daniela Masseroni (Trescore Balneario, 28 febbraio 1985) è un'ex ginnasta italiana.

## Biografia
Ha iniziato a fare ginnastica a sei anni. Nel 2001 è entrata nel giro della nazionale azzurra come individualista; nel 2003 entra a far parte della squadra.
Insieme alle compagne Elisa Blanchi, Fabrizia D'Ottavio, Marinella Falca, Elisa Santoni è allenata da Emanuela Maccarani.
Ha vinto la medaglia d'argento nel concorso a squadre alle Olimpiadi di Atene nel 2004 e la medaglia d'oro a squadre ai campionati mondiali di ginnastica ritmica di Baku (Azerbaigian), nel 2005.
Dopo un anno di ritiro dall'attività agonistica, partecipa nel 2007 ai campionati mondiali di Patrasso (Grecia) dove conquista tre medaglie d'argento. Nel 2008, ai campionati europei di Torino, ottiene il titolo di campionessa europea vincendo l'oro nella specialità con le funi conquistando altre due medaglie, d'argento e di bronzo.
Fa parte dell'Aeronautica Militare con sede a Vigna di Valle.
Partecipa alle Olimpiadi di Pechino 2008 ottenendo il quarto posto.
Nel 2009 ai campionati mondiali di Miè (Giappone) diventa campionessa del mondo, conquistando la medaglia d'oro nel concorso generale, oltre ad un altro oro nella specialità nastri e funi e l'argento nei cinque cerchi.
Nel 2010 è vice-campionessa europea ai campionati di Brema dove conquista due medaglie d'argento (concorso generale e 3 nastri/2 funi) e una di bronzo (5 cerchi).
Ai campionati mondiali di Mosca 2010 conferma il titolo di campionessa del mondo proprio in casa della favoritissima Russia, vincendo, oltre all'oro nel concorso generale, due argenti nelle finali di specialità (5 cerchi e 3 nastri/2 funi).
Nel 2011 annuncia il suo ritiro dall'attività agonistica.